# Augustus Egg

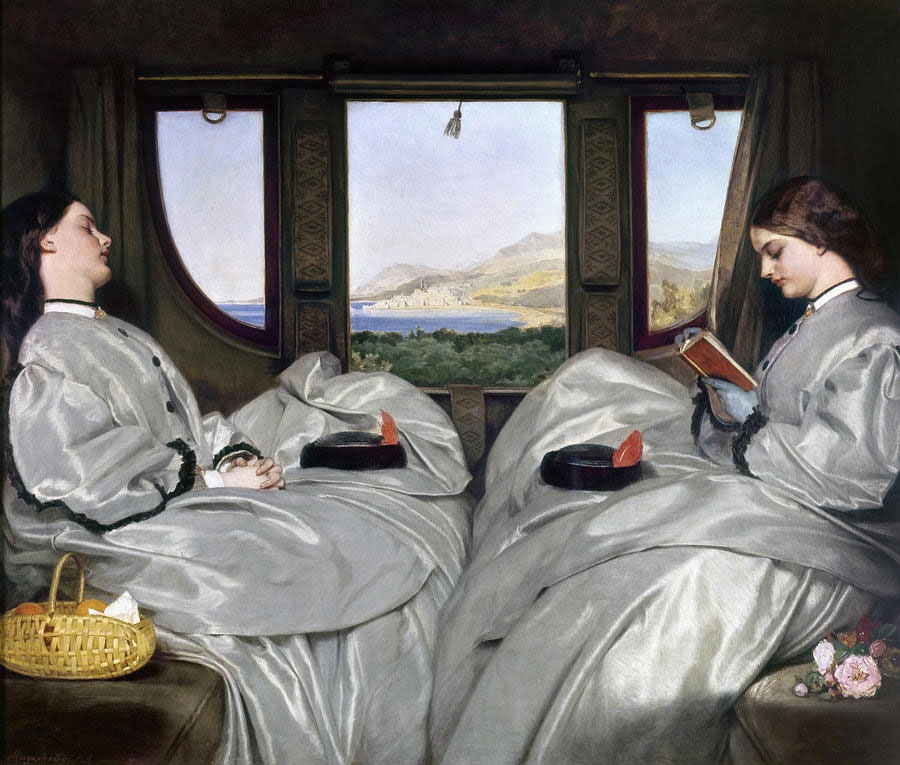
Compañeras de viaje, por Augustus Egg, pintado en 1862.

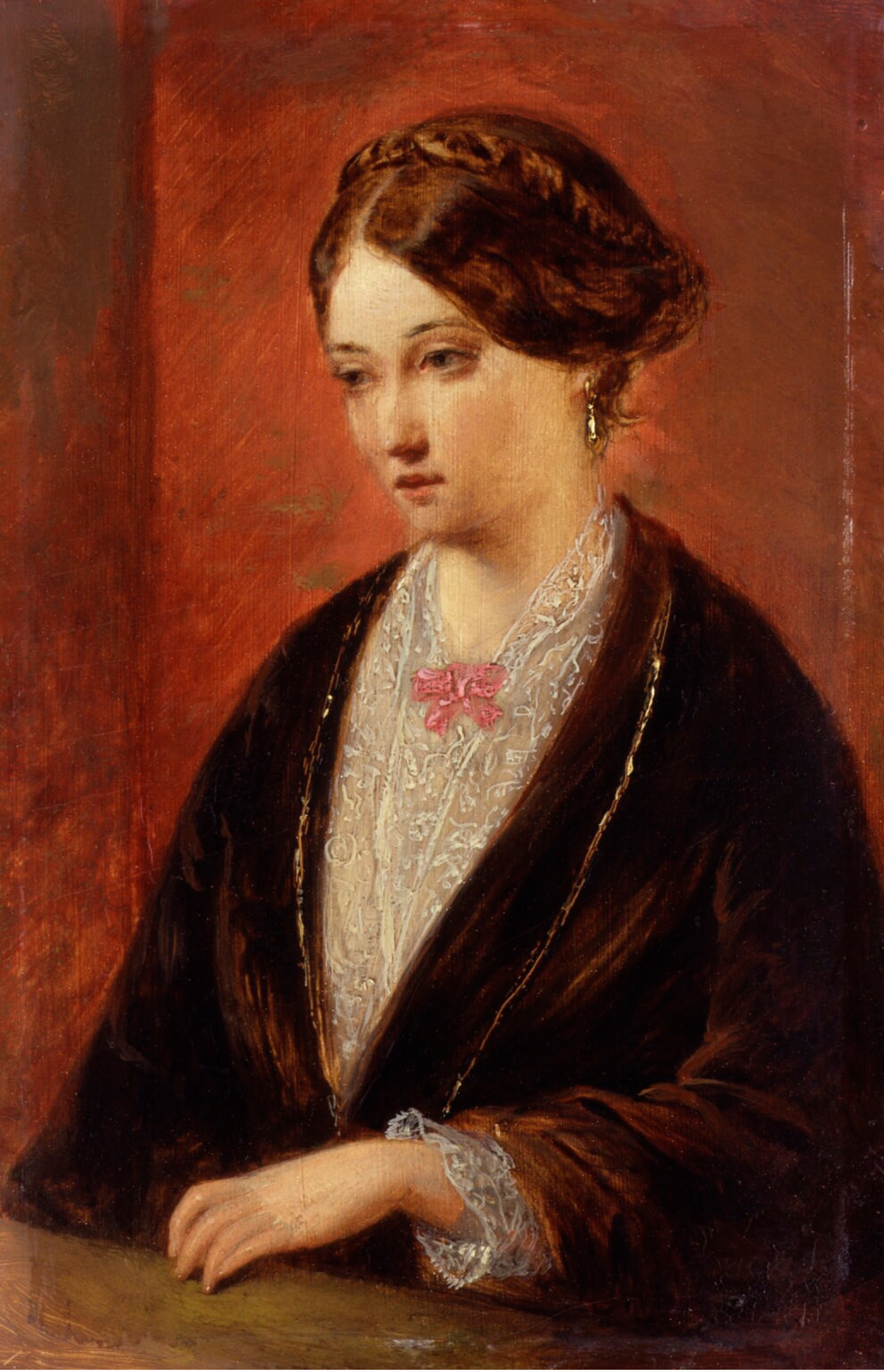
Florence Nightingale, por Augustus Egg.

Augustus Leopold Egg (Londres, 2 de mayo de 1816 - Argel, 26 de marzo de 1863) fue un artista británico de la época victoriana conocido sobre todo por su tríptico moderno Pasado y presente («Past and Present», 1858), que representa la ruptura de una familia victoriana de clase media. 
Constantemente enfermo, pasó sus últimos años en el clima más suave de la Europa continental, donde pintó Compañeras de viaje («Travelling Companions»), representando a dos muchachas casi idénticas, que ha sido interpretada como un intento de representar dos lados de la misma persona. 
Miembro del grupo de amigos de Charles Dickens y Wilkie Collins, Egg figura en su correspondencia. Participa, como actor y creador de trajes, en sus piezas aficionadas, a menudo realizadas con fines filantrópicos. En enero de 1857 intervino en la obra de Collins The Frozen North, junto a Dickens, que actuó como actor con él. La obra fue así interpretada ante la reina Victoria, y continuó para aportar a la caridad.